# Shokubutsu Zukan (phim)
Shokubutsu Zukan (植物図鑑　運命の恋、ひろいました tên khác: Shokubutsu Zukan: Unmei no Koi, Hiroimashita, tạm dịch: Tình yêu mãi xanh) là phim lãng mạn Nhật Bản công chiếu năm 2016 do Miki Kōichirō ( 三木康一郎) làm đạo diễn, với sự góp mặt của Iwata Takanori và Takahata Mitsuki, dựa trên tiểu thuyết lãng mạn Shokubutsu Zukan (植物図鑑 (小説)) của tác giả Arikawa Hiro. Phim được công chiếu tại Nhật Bản vào ngày 4 tháng 6 năm 2016.

## Nội dung
Sayaka làm việc trong một công ty về tư vấn nhà ở. Cô làm việc không tốt nên thường xuyên bị quở trách cũng như vẫn chưa có người yêu. Cô không giỏi nấu ăn và thường xuyên mua đồ ăn ở ngoài. Một đêm, cô phát hiện có một ra Itsuki, cậu đang nằm bất tỉnh trước nhà của cô. Khi tỉnh dậy. cậu xin được cô "nuôi" trong vòng nửa năm. Cô đưa cậu về nhà và họ bắt đầu cuộc sống chung với nhau. Cậu Itsuki dạy Sayaka nhiều về sử dụng các loại thảo mộc và cây dại trong nấu ăn. Dần dần, hai người họ dành tình cảm cho nhau và trở thành người yêu của nhau. Đến ngày sinh nhật của Sayaka, anh tổ chức sinh nhật cho cô. Song ngay hôm sau, anh đột nhiên biến mất. Sayaka đã rất buồn trong thời gian dài và nhớ về kỉ niệm bên nhau với Itsuki. Cho tới một ngày, cô nhận được bưu phẩm từ Itsuki gửi là một cuốn sách Bách khoa toàn thư về cây cối. Cô tìm đến buổi họp giới thiệu sách của Itsuki nhưng rồi lại bỏ về. Khi cô về đến nhà, Itsuki đã chờ sẵn ở nhà cô và họ bắt đầu lại cuộc sống bên nhau như xưa.

## Diễn viên
- Iwata Takanori (岩田剛典?) trong vai Itsuki
- Takahata Mitsuki (高畑充希?) trong vai Sayaka
- Imai Hana (今井華?) trong vai Nogami Yurie
- Abe Joji (阿部丈二?) trong vai Takezawa Yohei
- Yazawa Erika (谷澤恵里香?) trong vai Tamai Chiaki
- Dankan (ダンカン?) trong vai Yamazaki Makoto
- Miyazaki Yoshiko (宮崎美子?) trong vai Kono Noriko (mẹ của Sayaka)
- Owada Shinya (大和田伸也?) trong vai Tome Ryumei
- Aijima Kazuyuki (相島一之?) trong vai công an

## Đón nhận

### Doanh thu
Trong tuần đầu công chiếu tại Nhật Bản, phim lọt vào danh sách phim có lươt bán vé ra cao nhất Nhật Bản năm 2016, với 264.270 lượt vé. và đứng thứ 3 về doanh thu $3.2 triệu.

### Giải thưởng
| Danh sách giải thưởng và đề cử | Danh sách giải thưởng và đề cử        | Danh sách giải thưởng và đề cử              | Danh sách giải thưởng và đề cử | Danh sách giải thưởng và đề cử | Danh sách giải thưởng và đề cử | Danh sách giải thưởng và đề cử |
| Năm                            | Giải thưởng                           | Hạng mục                                    | Tham gia                       | Kết quả                        | Tham khảo                      |                                |
| ------------------------------ | ------------------------------------- | ------------------------------------------- | ------------------------------ | ------------------------------ | ------------------------------ | ------------------------------ |
| 2016                           | Giải thưởng phim Hochi lần thứ 41     | Nghệ sĩ mới xuất sắc nhất                   | Iwata Takanori                 | Đoạt giải                      | [ 7 ]                          |                                |
| 2017                           | Giải Viện Hàn lâm Nhật Bản lần thứ 40 | Diễn viên trẻ của năm                       | Takahata Mitsuki               | Đoạt giải                      | [ 8 ]                          |                                |
| 2017                           | Giải Viện Hàn lâm Nhật Bản lần thứ 40 | Diễn viên trẻ của năm                       | Iwata Takanori                 | Đoạt giải                      | [ 8 ]                          |                                |
| 2017                           | Giải Viện Hàn lâm Nhật Bản lần thứ 40 | Giải thưởng diễn viên do khán giả bình chọn | Iwata Takanori                 | Đoạt giải                      | [ 9 ]                          |                                |

## Đường dẫn ngoài
- Website chính thức (tiếng Nhật)
- Shokubutsu Zukan trên Internet Movie Database